# Альфонсо Лопес Пумарехо
Альфонсо Лопес Пумарехо (ісп. Alfonso López Pumarejo; 31 січня 1886 — 20 листопада 1959) — колумбійський державний і політичний діяч, двічі займав пост президента Колумбії.

## Біографія
Народився 1886 року в місті Онда (Толіма) в родині успішного бізнесмена. Освіту здобував у Великій Британії в Лондонській школі економіки та США. Після повернення на батьківщину займався підприємництвом і працював журналістом. В той же період його було обрано до лав Асамблеї департаменту Толіма. У 1930-их роках набув відомості як прибічник радикальних реформ і соціальної справедливості.
1934 року здобув перемогу на виборах, ставши черговим президентом країни. 1936 року Лопес Пумарехо ініціював внесення змін до конституції, в результаті чого було закріплено соціальні гарантії, а робітникам забезпечувалось право на участь в управлінні виробництвом і право на створення профспілок. Також було створено централізовану систему соціального забезпечення, а тривалість робочого дня було обмежено 8 годинами. Відповідно до «Закону 200» дозволялась експропріація приватної власності в «суспільних інтересах». Церкву було відокремлено від держави, початкова шкільна освіта стала безкоштовною. Окрім того було збільшено податки на доходи іноземних компаній. 1935 року було встановлено дипломатичні відносини з СРСР.
Завдяки радикальним реформам президент отримав широку підтримку серед робітників і селян, а також з боку Комуністичної партії. Натомість невдоволення політикою адміністрації Лопеса Пумарехо висловлювали представники поміркованого крила Ліберальної партії. Лідером поміркованого крила був Едуардо Сантос, який 1938 року замінив Лопеса Пумарехо на посту президента.
1942 року Лопес Пумарехо знову виграв президентські вибори. В листопаді наступного року Колумбія вступила до Другої світової війни на боці союзників. 1944 року було викрито змову, що мала на меті повалення Лопеса. 1945 року вийшов у відставку через ускладнення політичної обстановки. 1946 року очолив делегацію Колумбії в ООН.
Пізніше був призначений на посаду посла у Великій Британії. Там, у Лондоні, Альфонсо Лопес Пумарехо й помер у листопаді 1959 року.